# Deadsoul Tribe
I Deadsoul Tribe sono un gruppo musicale austriaco progressive metal fondata da Devon Graves (conosciuto come Buddy Lackey), già cantante dei Psychotic Waltz.

## Storia del gruppo
I Deadsoul Tribe vengono formati da Devon Graves nel 2000. Graves era il cantante di un'altra band progressive metal, i Psychotic Waltz, dove era conosciuto come Buddy Lackey, ma lasciò il gruppo nel 1997 dichiarando che si sentiva "l'anello debole" della band. Nei Deadsoul Tribe, Graves era principalmente lo scrittore dei testi, cantante principale e chitarrista, così come era anche il produttore delle loro produzioni. Il resto della band consiste in Adel Moustafa alla batteria e Roland Ivenz al basso, ai quali si aggiunse nel 2002 Roland "Rolz" Kerschbaumer come chitarrista aggiuntivo. Lo stile della band è caratterizzato da ritmi tribali, atmosfere cupe e tempi inusuali. Molti brani dei Deadsoul Tribe come "Black Smoke and Mirrors" incluso in A Murder of Crows e "Toy Rockets" incluso in The January Tree presentano Devon Graves al Flauto, strumento che è stato introdotto grazie all'ammirazione di Graves per il Frontman dei Jethro Tull, Ian Anderson.
Il quinto album della band, A Lullaby for the Devil, è stato pubblicato l'11 settembre 2007.

## Formazione
Attuale
- Devon Graves – voce, chitarra, tastiera, flauto (2000-presente)
- Roland "Rollz" Kerschbaumer – chitarra ritmica (2002-presente)
- Roland Ivenz – basso (2000-presente)
- Adel Moustafa – batteria (2000-presente)

Ex-componenti
- Volker Wiltschko – chitarra ritmica (2000-2002)

## Discografia
- 2002 – Deadsoul Tribe
- 2003 – A Murder of Crows
- 2004 – The January Tree
- 2005 – The Dead Word
- 2007 – A Lullaby for the Devil